# Сочинско метро
Сочинско леко метро (на руски: Сочинское лёгкое метро) е проектиран метрополитен в град Сочи, Русия. Поради финансовата криза проектът е изоставен.
Според първоначалните планове се предполага да бъде от типа леко метро, т.е. изградено предимно по наземен и надземен начин, по подобие на Бутовската линия в Москва.
Пусков срок – февруари 2014 г., преди Зимните олимпийски игри през 2014 г.
Планът е изоставен. За Олимпийските игри през 2014 г. се изгражда обикновена железопътна мрежа за превоз до олимпийските обекти.

## История
Първоначалният проект предполага изграждането да бъде извършено през 2013/2014 г. за обезпечаване транспортното обслужване на Зимните олимпийски игри 2014 г.
По план Първа линия, дълга 49,9 км, трябва да премине през Адлерския район на гр. Сочи, след това покрай железопътната линия и р. Мзимта (Мзымта) да свърже Олимпийския парк, гр. Адлер, Международното летище на Сочи, олимпийските обекти, планинското олимпийско село в Красна поляна и Грушева поляна.
Двупътните линии се предлага да бъдат предимно от наземен и надземен вид, а в планинските райони – подземни.
Изграждането и финансирането на проекта е много спорно в светлината на световната финансова криза и нейното отражение в Русия.

## Планирани маршрути
Предлага се изграждане на 3 линии:
- Олимпийско село – Аерогара – Красна Поляна – Грушева Поляна (49,9 км, 6 станции, время на пътуване 40 мин.)
- Олимпийско село – Аерогара – гара Адлер – Хоста – гара Сочи – Мамайка (36,3 км, 20 станции)
- гара Сочи – Хоста – гара Адлер – Аерогара – Красна Поляна – Грушева Поляна (69,9 км, 17 станции)

## Подвижен състав
Победител в конкурса за доставка на подвижен състав става канадският концерн Bombardier със своя модел Spacium. Това е модел, създаден за крайградски влакове във Франция, но ще бъде пригоден за руските условия.
В условията на конкурса се говори за право на производство на 54 композиции. Максималната скорост на подвижния състав трябва да е 160 км/ч., да използват постоянен и променлив ток, вместимост 1000 души, със срок на експлоатация 40 г.
| Характеристика                           | Стойност       |
| ---------------------------------------- | -------------- |
| Дължина на състава                       | 125,7 м        |
| Дължина на челния вагон                  | 16530 мм       |
| Дължина на междинния вагон               | 13240 мм       |
| Разстояние между талигите                | 13240 мм       |
| Ширина на вагона                         | 3520 мм        |
| Височина на вагона                       | 4500 мм        |
| Брой врати от всяка страна на вагона     | 1              |
| Ширина на вратите                        | 1300 мм        |
| Височина на пода                         | 1300 мм        |
| Мощност                                  | 4200 кВт       |
| Максимална скорост                       | 160 км/ч       |
| Междурелсие                              | 1520 мм        |
| Максимално натоварване на ос (4 души/м2) | 21,5 т         |
| Количество седящи места във влака        | 424/534        |
| Стоящи места (4 души/м2)                 | 597/584 души   |
| Обща вместимост на влака (9 вагона)      | 1007/1036 души |

## Метро вРусия
- Московско метро
- Петербургско метро
- Нижегородски метрополитен
- Новосибирски метрополитен
- Самарско метро
- Екатеринбургски метрополитен
- Казански метрополитен